# Lesbians and Gays Support the Miners
Lesbians and Gays Support the Miners (LGSM) è un'associazione di uomini e donne omosessuali nata nel 1984 per sostenere l'Unione Nazionale dei Minatori durante lo sciopero dei minatori britannici del 1984-1985. Entro la fine dello sciopero, il gruppo aveva fondato undici gruppi distinti in tutto il Regno Unito ed il gruppo londinese da solo riuscì a raccogliere undicimila sterline, equivalenti a circa trentatremila sterline nel 2018.

## Storia
Durante lo sciopero Margaret Thatcher fece sequestrare i fondi dell'Unione Nazionale dei Minatori, rendendo quindi inutili le donazioni dei privati al sindacato dei minatori. Così nacquero gruppi di privati in sostegno dello sciopero, tra cui il LGSM, fondato da Mark Ashton e Michael Jackson dopo aver raccolto fondi per i minatori in occasione del gay pride di Londra del 1984. Pur non avendo una sede specifica, il gruppo utilizzò la libreria Gay's the Word come quartier generale dopo la fondazione, avvenuta il 30 giugno 1984. Nel novembre dello stesso anno una parte delle lesbiche del gruppo si staccarono dall'associazione per creare un proprio gruppo, il Lesbians Against Pit Closures, mentre le altre rimasero con LGSM, che restò quindi un'associazione intersezionale. Il gruppo londinese si occupò soprattutto dei fondi per le valli gallesi di Neath, Dulais e Swansea. Il maggiore evento per la raccolta di fondi fu un concerto a Camden Town il 10 dicembre 1984, che vide esibirsi anche Jimmy Somerville e Bronski Beat.
Il LGSM fu il primo gruppo LGBT a collaborare stabilmente con il movimento operaio, il che ebbe significative conseguenze per i diritti e la visibilità delle persone omosessuali in Gran Bretagna. Gruppi di minatori cominciarono a sostenere e lottare per i diritti LGBT, sfilando in numerosi gay pride . Nel 1985 l'assemblea del Partito Laburista a Bournemouth si impegnò perché i diritti degli omosessuali diventassero uno degli scopi del partito. Pochi anni dopo il movimento operaio divenne uno dei maggiori oppositori della Sezione 28.
Il film di Matthew Warchus Pride (2014) racconta la storia di Mark Ashton, del LGSM e del loro incontro con dei minatori gallesi.